# Ciànea
Segons la mitologia grega, Ciànea (grec antic: Κυάνεα) va ser una nimfa, filla del déu fluvial Meandre.
Es va casar amb Milet, el fundador de la ciutat de Milet. Va ser la mare de dos bessons, Biblis i de Caunos, que van tenir un final tràgic.